# Wilson Odobert
Wilson Serge Eric Odobert (* 28. November 2004 in Meaux, Département Seine-et-Marne) ist ein französischer Fußballspieler. Er spielt bei Tottenham Hotspur und ist französischer Nachwuchsnationalspieler.

## Karriere

### Verein
Wilson Odobert wurde in Meaux im Umland von Paris geboren und trat im Jahr 2010 USF Trilport bei, bevor er sieben Jahre später in die Fußballschule von Paris Saint-Germain wechselte. Am 7. August 2022 gab er im Alter von 17 Jahren bei der 2:3-Niederlage im Auswärtsspiel gegen HSC Montpellier sein Profidebüt in der Ligue 1. In dieser Saison, der Spielzeit 2022/23, kam Odobert regelmäßig zum Einsatz.
Im August 2023 wechselte er nach England zum FC Burnley. Ein Jahr später wechselte er zu Tottenham Hotspur und unterschrieb dort einen Vertrag bis 2029.

### Nationalmannschaft
Wilson Odobert gab am 24. September 2019 beim 1:1-Unentschieden im Testspiel in Clairefontaine-en-Yvelines gegen die Niederlande sein Debüt für die U16 von Frankreich. Er kam für diese Altersklasse zu zwei Einsätzen. Odobert absolvierte im März 2022 dann zwei Partien für die U18-Nationalmannschaft der Franzosen und ist zurzeit U19-Nationalspieler Frankreichs.
Anlässlich der U-21-Europameisterschaft 2025 in der Slowakei wurde Odobert von Trainer Gérald Baticle in das französische Aufgebot berufen.

## Erfolge
- Europa-League-Sieger: 2025